# Campeonato Paraguaio de Futebol de 1926
O Campeonato Paraguaio de Futebol de 1926 foi o décimo nono torneio desta competição.  Participaram dez equipes. O clube Atlántida Sport Club foi rebaixado na edição anterior. É a última participação do Sastre Sport na primeira divisão paraguaia.
| Equipe                | Cidade   | Departamento     | No ano anterior                                                      | Estádio | Capacidade | Títulos                          | Participações |
| --------------------- | -------- | ---------------- | -------------------------------------------------------------------- | ------- | ---------- | -------------------------------- | ------------- |
| Club River Plate      | Assunção | Distrito Capital | Oitavo Lugar                                                         | --      | --         | 0 (não possui)                   | 12            |
| Club Cerro Porteño    | Assunção | Distrito Capital | Nono Lugar                                                           | --      | --         | 4 (1913, 1915, 1918, 1919)       | 13            |
| Club Guaraní          | Assunção | Distrito Capital | Vice Campeão                                                         | --      | --         | 4 (1906,1907, 1921, 1923 )       | 18            |
| Club Nacional         | Assunção | Distrito Capital | Terceiro Lugar                                                       | --      | --         | 3 (1909, 1911, 1924)             | 19            |
| Club Olimpia          | Assunção | Distrito Capital | Campeão                                                              | --      | --         | 5 (1912, 1914, 1916, 1917,1925 ) | 19            |
| Sol de América        | Assunção | Distrito Capital | Quarto Lugar                                                         | --      | --         | 0 (não possui)                   | 14            |
| Club Libertad         | Assunção | Distrito Capital | Quinto Lugar                                                         | --      | --         | 2 (1910, 1920)                   | 14            |
| Club Presidente Hayes | Assunção | Distrito Capital | Sexto Lugar                                                          | --      | --         | 0 (não possui)                   | 7             |
| Club Sportivo Luqueño | Luque    | Central          | Sétimo Lugar                                                         | --      | --         | 0 (não possui)                   | 2             |
| Sastre Sport          | Assunção | Distrito Capital | Campeão do Campeonato Paraguaio de Futebol de 1925 - Segunda Divisão | --      | --         | 0 (não possui)                   | 5             |

## Premiação
| Campeonato Paraguaio 1926 Primeira Divisão |
| Assunção                                   |
| ------------------------------------------ |
| Club Nacional Campeão (4º título)          |